# Xã Alix, Quận Franklin, Arkansas
Xã Alix (tiếng Anh: Alix Township) là một xã thuộc quận Franklin, tiểu bang Arkansas, Hoa Kỳ. Năm 2010, dân số của xã này là 470 người.